# Nymphon foxi
Nymphon foxi är en havsspindelart som beskrevs av Calman, W.T. 1927. Nymphon foxi ingår i släktet Nymphon och familjen Nymphonidae.
Artens utbredningsområde är Indiska oceanen. Inga underarter finns listade i Catalogue of Life.